# GyazMail
GyazMail [ɡǽzmèil] ist ein E-Mail-Programm für Mac OS X, das in Japan entwickelt wird. Es ist für fortgeschrittene Benutzer gedacht und verbindet Look and Feel (Integration, Erscheinungsbild…) von Apple Mail (dem bereits in Mac OS X enthaltenen E-Mail-Programm) mit den Stärken von Programmen wie Eudora, PowerMail oder auch Thunderbird. GyazMail ist Shareware.
Ab Version 1.5 unterstützt GyazMail IMAP.
Einige Funktionen von GyazMail:
- IMAP oder lokal
- Mehrfachaccounts
- Threading
- Unterstützt Reguläre Ausdrücke von Oniguruma
- AppleScript-Unterstützung
- Growl-Unterstützung
- Vorherige/Nächste im Einstellungsdialog (wie bei OmniWeb)
- Native Empfangsbestätigung
- Erlaubt Geschützte Leerzeichen